# Cashmere (Washington)
Cashmere az Amerikai Egyesült Államok északnyugati részén, Washington állam Chelan megyéjében elhelyezkedő város. A 2010. évi népszámlálási adatok alapján 3063 lakosa van.

## Történet

### Őslakosok
A térség első lakói a halászó és vadászó életmódot folytató wenatchi indiánok voltak. A Wenatchee folyóban egykor számos ezüst-, király- és vörös lazac, valamint szivárványos pisztráng élt; melyek egyedszáma a Columbia folyón épített gátak miatt jelentősen csökkent. Az őslakosokat a Colville rezervátumba telepítették, azonban továbbra is rendelkeznek halászati joggal.

### Az első európaiak
Az első fehér bőrű lakos egy katolikus misszionárius, Respari atya volt, aki húsz évig folytatott hittérítői tevékenységet; őt a jezsuita Urban Grassi atya követte, aki az 1870-es években létrehozta a Xavéri Szent Ferenc missziót. Az 1880-as években a régióba földművesek költöztek; 1886-ban pedig megnyílt az iskola. Az ekkori helységet Old Mission („régi misszió”) néven ismerték. 1888-ban George Kline megnyitotta a település első boltját, amit a postahivatal követett; a postamester Kline lett. A misszionáriusok tiszteletére a közösség a Mission nevet vette fel.

### Vasútvonal és öntözés
Miután 1892-ben megtudták, hogy a Great Northern Railroad vasútvonala a régión fog keresztülhaladni, a missioniek reménykedtek, hogy a településen vasútállomást fognak létesíteni. Mivel itt nem létesült megálló, a vasútvonal nem okozott növekedést. 1900-ban feltételes megállót nyitottak, amelyhez egy két ember által felügyelt őrház is épült. A házban ma a Cashmere Museum and Pioneer Village üzemel.
A vasútvonal megnyitásával igény nyílt az öntözés megoldására is, ehhez 1892-ben egy ötezer dolláros alaptőkével rendelkező vállalkozást indítottak, melynek célja a szükséges csatorna kiásása volt. Tizenkét év alatt elkészült a Peshastin-árok, ezáltal a régió települései virágozni kezdtek; Cashmere a gyümölcsök szállításában fontos szerepet töltött be. A növekvő igények miatt 1903-ban új vasútállomás épült, amely ma is áll.

### Mission átnevezése
1903-ban a település lakossága elérte a 200 főt. Mivel az akkori Okanogan megyében már létezett egy Mission nevű helység, a völgyet Kasmír régióra utalva Cashmere-re nevezték át; James H. Chase bíró szerint a két térség domborzata hasonló. Cashmere 1904-ben kapott városi rangot. 1905-től a Mission-csatornának köszönhetően számos, művelésre alkalmatlan terület vált művelhetővé; ugyanezen évben seattle-i befektetők a városban telkeket vásároltak és megnyitották az első szállodát és szalont, 1908-ban pedig a női klub létrehozta a könyvtárat. 1909-ben Cashmere-ben három bank üzemelt, valamint bekapcsolták a telefonszolgáltatást; 1913-ban a járdák, 1919-ben pedig az utak kaptak szilárd burkolatot. A közvilágításhoz 1914 óta használnak elektromos lámpákat.

### Az 1920–1930-as évek
A Ku-Klux-Klan helyi szervezetét 1922 augusztusában alapították; az 1924-es találkozón közel négyszázan vettek részt. Az 1931 augusztusi pow-wow-val az indiánok bizonyos lezáratlan ügyekre (például a halászati jogok) kívánták felhívni a figyelmet.

## Éghajlat
A város éghajlata mediterrán (a Köppen-skála szerint Csb).
| Hónap                         | Jan.  | Feb.  | Már.  | Ápr. | Máj. | Jún. | Júl. | Aug. | Szep. | Okt.  | Nov.  | Dec.  | Év    |
| ----------------------------- | ----- | ----- | ----- | ---- | ---- | ---- | ---- | ---- | ----- | ----- | ----- | ----- | ----- |
| Rekord max. hőmérséklet (°C)  | 17,8  | 17,8  | 26,1  | 33,3 | 38,3 | 40,6 | 43,3 | 41,7 | 40,0  | 32,8  | 23,3  | 16,7  | 43,3  |
| Átlagos max. hőmérséklet (°C) | 1,7   | 6,1   | 11,7  | 16,7 | 21,7 | 25,6 | 30,6 | 31,1 | 26,1  | 17,2  | 6,7   | 0,6   | 16,4  |
| Átlagos min. hőmérséklet (°C) | −6,7  | −5,6  | −2,2  | 1,1  | 5,0  | 8,9  | 11,1 | 10,6 | 6,1   | 1,1   | −2,2  | −6,7  | 1,7   |
| Rekord min. hőmérséklet (°C)  | −32,8 | −31,7 | −20,6 | −7,2 | −4,4 | −4,4 | 1,1  | −1,1 | −7,2  | −11,7 | −23,3 | −37,8 | −37,8 |
| Átl. csapadékmennyiség (mm)   | 114   | 69    | 53    | 28   | 27   | 27   | 10   | 12   | 17    | 53    | 114   | 114   | 638   |
| Forrás: The Weather Channel   |       |       |       |      |      |      |      |      |       |       |       |       |       |

## Népesség
A 2010-es népszámláláskor a városnak 3063 lakója, 1118 háztartása és 760 családja volt. A népsűrűség 1017,6 fő/km2. A lakóegységek száma 1179, sűrűségük 391,7 db/km2. A lakosok 77%-a fehér, 0,3%-a afroamerikai, 1%-a indián, 0,5%-a ázsiai, 0,1%-a a Csendes-óceáni szigetekről származik, 18,5%-a egyéb, 2,7%-a pedig kettő vagy több etnikumú. A spanyol vagy latino származásúak aránya 28,4% (27,2% mexikói, 0,1% Puerto Ricó-i,  1,1% egyéb spanyol vagy latino származású.)
A háztartások 33,1%-ában élt 18 évnél fiatalabb. 53,2% házas, 10,8% egyedülálló nő, 3,9% egyedülálló férfi, 32% pedig nem család. 26,8% egyedül élt; 12,8%-uk 65 éves vagy idősebb. Egy háztartásban átlagosan 2,66 személy élt; a családok átlagmérete 3,24 fő.
A medián életkor 37,6 év volt. A város lakóinak 25,9%-a 18 évesnél fiatalabb, 9,2% 18 és 24 év közötti, 23,5%-uk 25 és 44 év közötti, 25,4%-uk 45 és 64 év közötti, 16%-uk pedig 65 éves vagy idősebb. A lakosok 48,5%-a férfi, 51,5%-a pedig nő.

## Fordítás
Ez a szócikk részben vagy egészben  a   Cashmere, Washington című angol Wikipédia-szócikk ezen változatának fordításán alapul.  Az eredeti cikk szerkesztőit annak laptörténete sorolja fel. Ez a jelzés csupán a megfogalmazás eredetét és a szerzői jogokat jelzi, nem szolgál a cikkben szereplő információk forrásmegjelöléseként.